# 이광근 (교수)
이광근은 서울대학교 컴퓨터공학부 교수이다.

## 저서
- 2020년, 《Introduction to Static Analysis: an Abstract Interpretation Perspective》[1]
- 2015년, 《컴퓨터과학이 여는 세계》[2]
- 2021년, 《기계 학습을 다시 묻다》(Probably Approximately Correct)[3]
- 프로그래밍언어 이야기[4]